# Trittico di Miraflores
Il Trittico di Miraflores, Altare Miraflores, Trittico della Vergine, Altare di Nostra Signora o Altare di Maria, è una pala d'altare dipinta ad olio su tavola realizzata tra il 1442 e il 1445 da Rogier van der Weyden. È conservato alla Gemäldegalerie di Berlino dal 1850. Il trittico fu rubato dalla sua sede originale, la Certosa di Miraflores a Burgos, dal generale Jean Barthelèmy Darmagnac nel 1809.
I tre pannelli che lo compongono misurano ognuno 71×43 cm e mostrano, da sinistra a destra, un ritratto della Sacra Famiglia, una pietà e un'apparizione di Cristo alla Madonna, dando forma ad una lettura cronologica della nascita, morte e resurrezione di Gesù, con Maria come protagonista dei pannelli laterali.
La pala d'altare esamina il rapporto tra la Madonna e Cristo nei diversi momenti della sua vita. Si distingue per l'uso del colore (in particolare per i bianchi, i rossi e i blu), delle linee (soprattutto quelle del corpo di Cristo nel pannello centrale) e per il suo impatto emotivo, una caratteristica quest'ultima tipica dello stile di van der Weyden.
Il trittico, commissionato da Giovanni II di Castiglia e poi donato nel 1445 circa alla Certosa di Miraflores (da qui il nome dell'opera), è ricco di simbolismo religioso, come voleva la consuetudine del tempo; ogni pannello è incorniciato da un arco con decorazioni in stile gotico sul traforo e sui rinfianchi. Le sculture poste nell'archivolto sono dipinte nei minimi dettagli ed hanno un complesso significato iconografico.
Quest'opera ha influenzato vari pittori contemporanei come Petrus Christus, Dieric Bouts e Hans Memling specialmente per l'uso simbolico delle decorazioni dei portali.

## Descrizione

### Panoramica

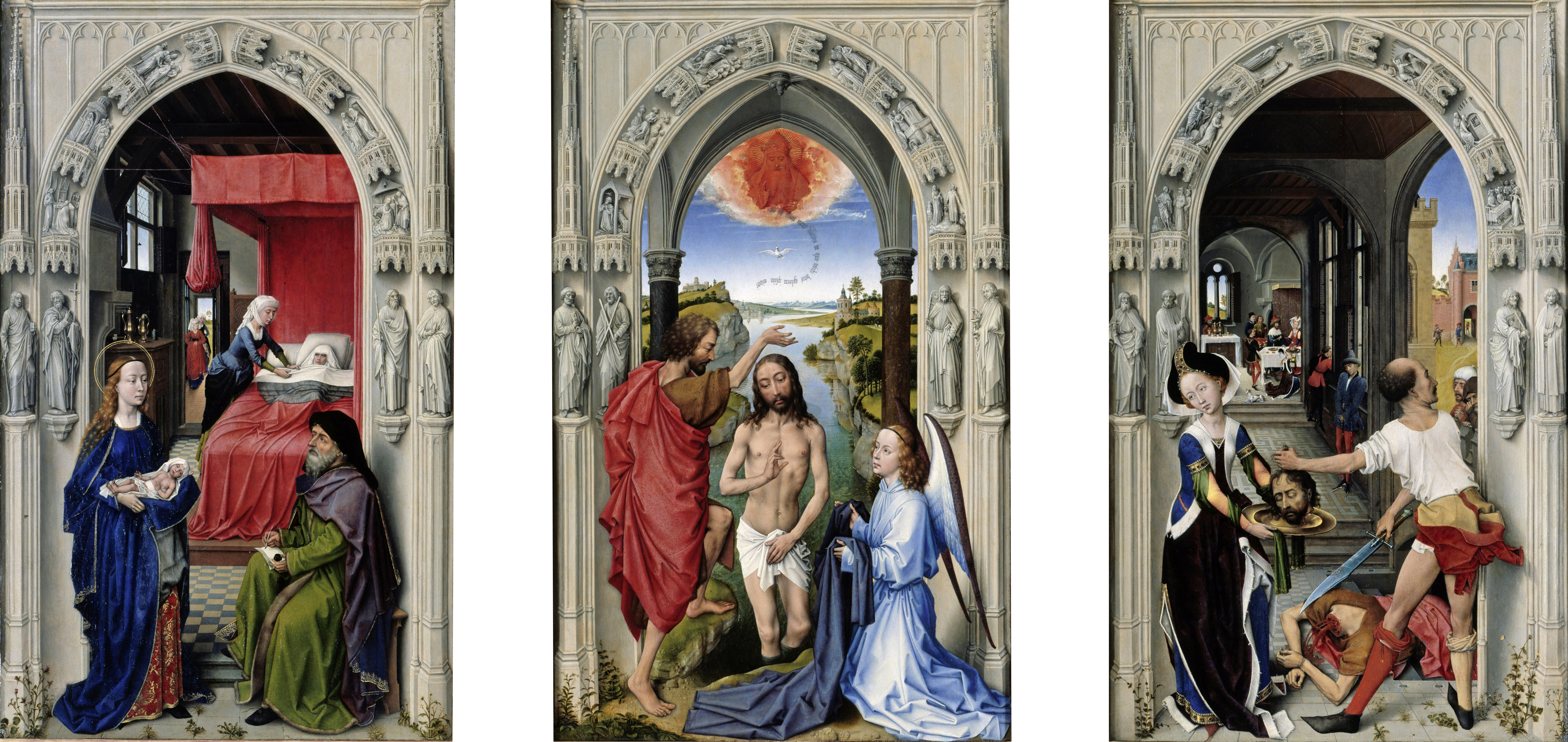
Il Trittico di san Giovanni Battista (1455) di Rogier van der Weyden, Gemäldegalerie. Questo trittico presenta delle caratteristiche in comune con l'Altare Miraflores come il sentiero tortuoso, i portali d'ingresso e le piastrelle in prospettiva.

I pannelli del trittico sono incorniciati da un arco in legno che ricorda il portale di una chiesa. Si tratta di un arco più immaginario che reale, la cui funzione è quella di ospitare nell'archivolto delle statuette di marmo che approfondiscono il significato simbolico della scena che decorano, come avviene nel successivo Trittico di san Giovanni Battista.
Le scene si svolgono in un ambiente interno. La parte inferiore delle cornici forma uno scalino che, secondo lo storico dell'arte Jeffrey Chipps Smith, implica «la vicinanza dell'osservatore al palcoscenico divino e il suo potenziale immaginativo per salirci». Contrariamente a molti trittici del tempo, i pannelli erano inizialmente fissi; sono stati divisi ed incardinati solo successivamente.

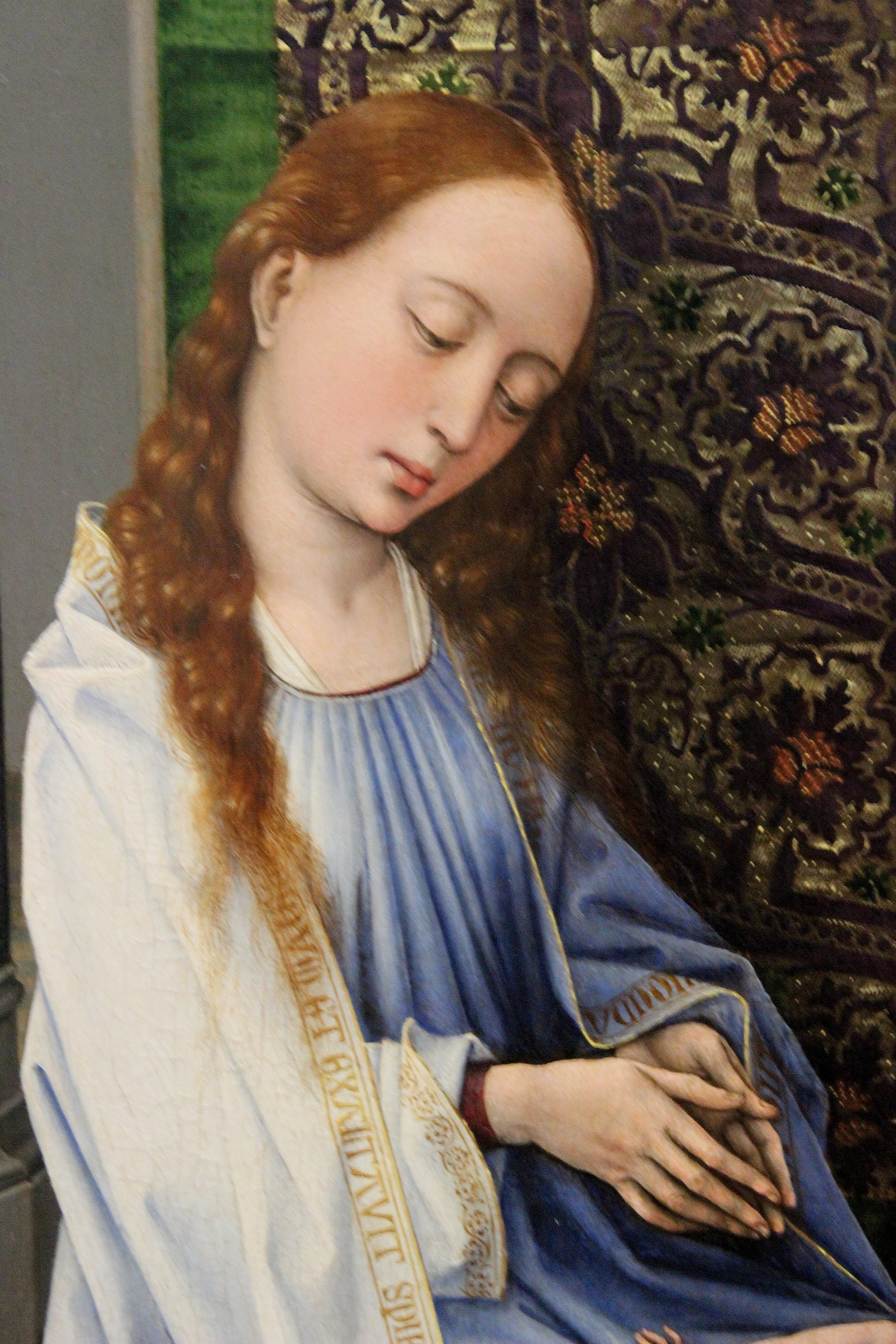
La Madonna raffigurata nel primo pannello

L'opera sfidò le convenzioni pittoriche dell'epoca nel ritrarre gli episodi della vita di Gesù. Nel primo pannello, ad esempio, mancano le tipiche figure che di solito popolano le rappresentazioni della Nascita o dell'infanzia di Gesù.
Molte sono le invenzioni di van der Weyden. Nel paesaggio che fa da sfondo al terzo pannello, ad esempio, si vede Gesù appena uscito dal sepolcro. Di fronte a lui c'è un sentiero tortuoso che porta alla stanza dove ha luogo la scena principale del dipinto. L'utilizzo del sentiero come mezzo per separare temporalmente la Resurrezione di Gesù dalla sua Apparizione alla Madonna non ha precedenti nelle rappresentazioni di questa scena, né trova riferimenti nei Vangeli.
La veste della Madonna ha un colore diverso in ogni pannello: nel primo, che raffigura la nascita di Gesù, è azzurro-bianca per ricordare la sua perpetua verginità, nel secondo è rossa e rappresenta la compassione per il figlio che giace morto tra le sue braccia, mentre il blu della terza simboleggia la sua perseveranza mentre Gesù le appare di fronte.

### I pannelli
Il primo pannello è stato per molto tempo considerato una natività, finché l'importante storico dell'arte Erwin Panofsky lo descrisse come una semplice rappresentazione della Sacra Famiglia.
In tale pannello la Madonna tiene Gesù Bambino sulle gambe mentre i due si stanno guardando. Seduto di fianco a loro, mentre sonnecchia appoggiato ad un bastone, c'è San Giuseppe, vestito con un copricapo blu e una veste rossa. L'orlo della veste della Madonna riporta dei versi dal Magnificat del Vangelo secondo Luca: «L'anima mia magnifica il Signore…». Le statuette nell'archivolto rappresentano alcuni momenti chiave della vita di Gesù dalla sua infanzia alla Presentazione al Tempio.
Nel pannello centrale, una Pietà, Maria tiene in braccio il corpo senza vita di Gesù. Le due figure in piedi di fianco a lei sono Pietro apostolo e San Luca Evangelista; entrambi vestiti di nero, rappresentano rispettivamente la fondazione della Chiesa e i Vangeli.

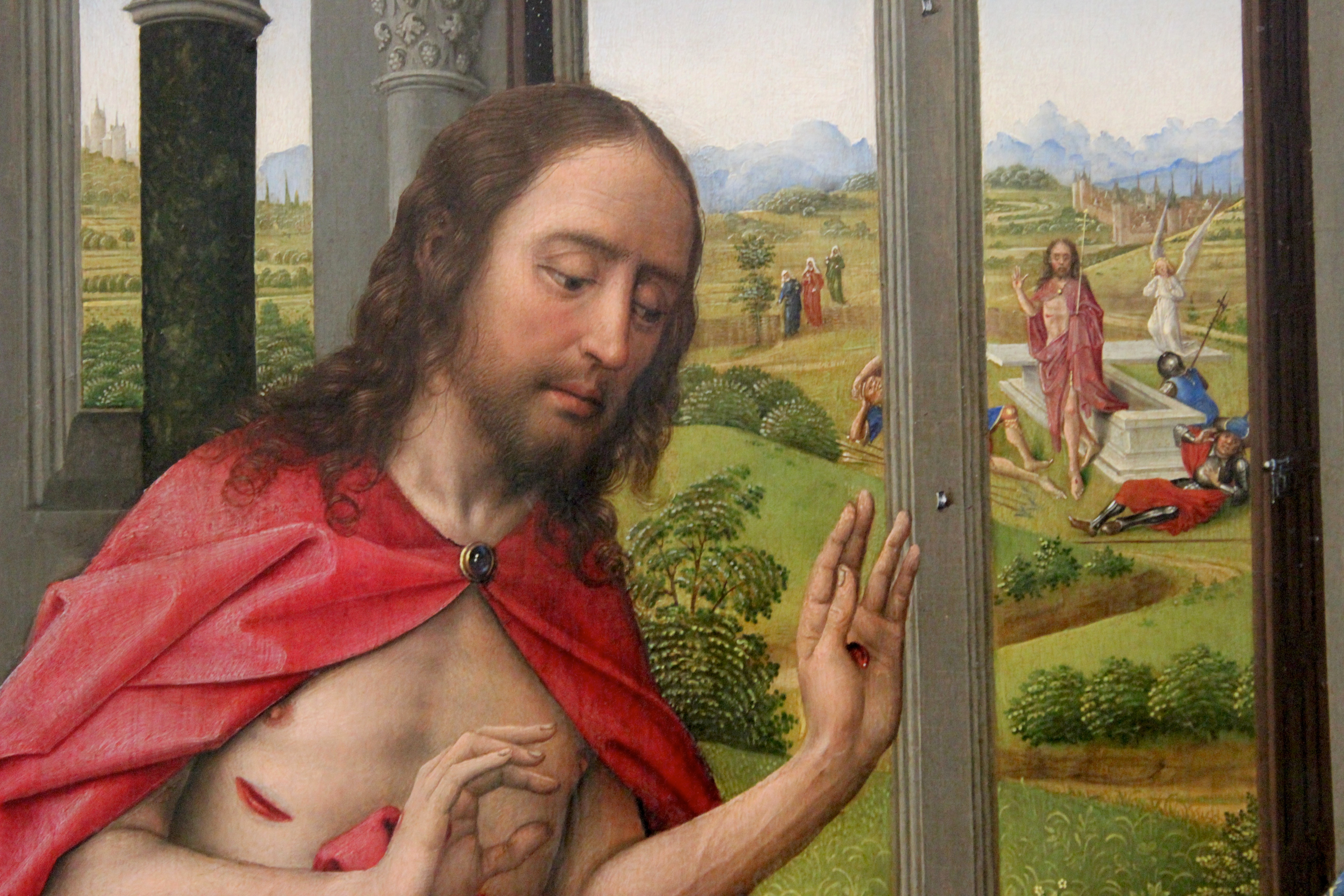
Un particolare del terzo pannello che raffigura sia la Resurrezione che l'Apparizione di Gesù alla Madonna

Il pannello di destra mostra il momento, non incluso in tutti i Vangeli, in cui Gesù appare alla Madonna dopo la Resurrezione, che viene rappresentata in una piccola scena visibile in lontananza attraverso la porta aperta dietro alle due figure. Tale scena è rappresentata a destra rispetto a quella dell'apparizione; mentre le scene del trittico sono dipinte in ordine cronologico da sinistra a destra, in quest'ultimo pannello a ordinare cronologicamente le due scene è la profondità dello spazio pittorico. Van der Weyden usa il sentiero che separa la scena della Resurrezione dalla stanza in cui avviene l'Apparizione, la porta aperta verso l'interno e la luce che cade dall'esterno verso l'interno per descrivere l'approccio di Gesù alla Madonna. Le decorazioni sull'archivolto rappresentano delle scena dell'Antico Testamento, tra cui la morte di Assalonne e il Sacrificio di Isacco.
I pannelli sono in buone condizioni di conservazione. Sono stati restaurati nel 1981, quando alcuni strati di vernice sono stati rimossi. Degli esami tecnici hanno rivelato che van der Weyden fece vari cambiamenti prima di arrivare alla composizione definitiva.

## Versioni, autenticità e provenienza
Esistono due copie quasi identiche, ma leggermente più piccole, della Pala Miraflores. Una è conservata al Metropolitan Museum di New York, l'altra alla Cappella reale di Granada. Queste copie furono realizzate intorno al 1500 da un pittore castigliano che probabilmente aveva passato del tempo nelle Fiandre (forse Juan de Flandes, ma non esistono prove certe) per conto di Isabella di Castiglia; opere come queste erano «apprezzate per il loro potere spirituale o per lo status del loro autore e/o possessore».
La copia di Granada è particolarmente interessante perché per molto tempo è stata considerata l'originale di van der Weyden. Studi più recenti hanno però confermato l'originalità della pala di Berlino. Gli esami dendrocronologici eseguiti nel 1983 hanno stabilito che i pannelli di Granada e New York risalgono a dopo il 1492, e quindi dopo la morte di van der Weyden (1464), mentre il pannello di Berlino risale agli anni venti del Quattrocento. Inoltre, gli esami all'infrarosso mostrano che la composizione nel pannello berlinese subì varie revisioni prima della versione finale, dimostrando quindi che non si tratta di una copia.
Come molte delle opere dei primitivi fiamminghi, il trittico venne ignorato fino all'inizio del XX secolo. Venne attribuito a van der Weyden solo all'inizio degli anni cinquanta da Max Friedländer nell'importante Masterpieces of Netherlandish painting of the 15th and 16th centuries e fu possibile grazie ad un documento del 1445 che descrive il trittico come appartenente alla mano del «grande e famoso fiammingo Rogel». Il lavoro di Friedländer venne poi approfondito da Panofsky, che delineò nel dettaglio la complessa iconografia dell'opera.

### Altre letture
- (EN) Stephan Kemperdick, Rogier van der Weyden : 1399/1400-1464, H. F. Ullmann, 2007, ISBN 3833138424.
- (EN) Erwin Panofsky, Early Netherlandish Painting; Its Origins and Character, Harvard University Press, 1953.